# Lou Geniuz
Lou Geniuz (* 9. März 1977 als Luigi Zarra) ist ein Schweizer Latin-Rapper, Sänger, Musikproduzent, Perkussionist und Tonstudioinhaber italienischer Abstammung.

## Werdegang
Seine Karriere startete er im Jahre 1997 als Mitglied der Gruppe Moshiba, welche den Music-Masters-Wettbewerb an der Musikmesse in Luzern gewinnen konnte. Wenig später begann er mit den Arbeiten an seinem Soloalbum The Premier, welches 1999 über Musikvertrieb erschien. 2001 folgte das Album Illoumination, auf welchem der Künstler Hip-Hop mit Stilelementen aus Contemporary R&B, Reggae und Latin Jazz verband.
Seit dem Beginn der Karriere des italienisch-schweizerischen Rappers Cigi spielt Lou Geniuz eine wichtige Rolle in dieser. Er ist auf zahlreichen Liedern des als Salvatore Ciccone geborenen Mannes als Background-Sänger oder in den Hooklines vertreten. Zudem begleitet er Cigi auf dessen Konzerttouren als Sänger und Perkussionist. Geniuz ist alleiniger Inhaber des g-cookin-Musikstudios in Chur, in dem Musiker wie Gimma, Sektion Kuchikäschtli oder Breitbild ihre Lieder aufnehmen.
Zarra ist seit dem im Jahr 2004 erschienenen Album Neu: D'Wohrheit! Mitglied und Produzent der Oschtblock Kuabuaba, denen auch Rapper wie Gimma, Cigi oder Ali de Bengali angehören. Er lieferte den Soundtrack zu dem Film Das Fähnlein der sieben Aufrechten und zur letzten Staffel von Big Brother. Geniuz trägt seine Texte auf Englisch, Spanisch, Italienisch und Schweizerdeutsch vor.
Lou ist Mitglied der Bündner Musikgruppe Anacoustic, für die er als Perkussionist und Background-Sänger tätig ist. Die Gruppe veröffentlichte im Jahr 2005 ihr Album Destination.

## Diskographie

### Eigene Werke
- 1999: The Premier (Album)
- 1999: It's a new Day (Single)
- 2001: Illoumination (Album)

### Kollaborationen und sonstige Veröffentlichungen
- 2004: Neu: D'Wohrheit! (Album mit OBK)
- 2004: Destination (Album mit Anacoustic)
- 2006: Angels (Gastbeitrag auf Gimmas Panzer)
- 2006: Siamo Soli (Single und Videoclip mit Cigi)
- 2006: Un giorno della vita di (Album mit Cigi & Straight Outta Mamma)
- 2006: No meh Wohrheit (Mixalbum mit OBK)
- 2008: America is Back (Album mit OBK)
- 2008: Feria in Guantanamo (Single und Videoclip mit OBK)
- 2008: Viva la Grischa (Single und Videoclip mit OBK)
- 2008: L'estata che Balla (Single mit Cigi)
- 2009: La mia città (Single mit Cigi)
- 2009: Siamo Uomini (Single und Videoclip mit Cigi)
- 2009: Fight this Fight (Single und Videoclip mit Projekt Horizon)
- 2009: It doesn't matter (Bock uf Rock Vol.II, Samplerbeitrag mit Projekt Horizon)
- 2010: Blaui Nota und I tenk numa an di (Titel mit Sir Beni Styles auf Sad's Smalltalk)
- 2010: Zrugg id Zuäkunft und Läbä (Gastbeiträge auf Bandits Zrugg id Zuäkunft)
- 2010: Mensch si (Single mit Gimma und Carlos Leal)
- 2011: This time around (Exklusivbeitrag auf dem Hip-Hop-Sampler Bock uf Rap)
- 2013: Füür & Flamma (Single mit Chris Bluemoon)